# Artur Rasizade
Artur Tahir oğlu Rasizadə (Ganja, 26 de fevereiro de 1935) é um político do Azerbaijão, foi primeiro-ministro do Azerbaijão, de 1996 até 2003 e 2003 até 2018. Governou pela primeira vez entre julho de 1996 e agosto de 2003 quando afastou-se por razões de saúde, sendo substituído por Ilham Aliyev. Em 4 de novembro de 2003, com a eleição de Aliyev como presidente e já com a saúde recuperada, voltou a ser primeiro-ministro, até ser substituído em abril de 2018.